# Anthrax caatingensis
Anthrax caatingensis är en tvåvingeart som beskrevs av Marston 1970. Anthrax caatingensis ingår i släktet Anthrax och familjen svävflugor. Inga underarter finns listade i Catalogue of Life.